# Zbiornik retencyjny Izbice
Zbiornik Izbice – zbiornik retencyjny na rzece Masłówce, zlokalizowany na zachód od Rawicza, na terenie Lasu Łaszczyńskiego.
Zbiornik został utworzony w celu gromadzenia wody w okresach opadów i do nawadniania okolicznych pól (około 600 ha) w czasie suszy. Ma maksymalną głębokość 2,9 m, ale może zgromadzić dodatkowo jeszcze około jeden metr wody. Został odbudowany i powiększony o 30% pojemności w latach 2007-2008 (przemieszczono wtedy około 30.000 m³ ziemi). Inwestycję za 1,77 miliona złotych współfinansowała Unia Europejska (Europejski Fundusz Rolny na rzecz Rozwoju Obszarów Wiejskich). Występują tu m.in. karpie i szczupaki.
Nad stawem działa pompownia Izbice należąca do Wielkopolskiego Zarządu Melioracji i Urządzeń Wodnych w Poznaniu (Rejonowy Oddział Leszno).
Ze zbiornikiem sąsiaduje rezerwat przyrody Dębno. W pobliżu przepływa też Nowa Pijawka. Przy pompowni przebiega ogrodzona droga ekspresowa S5. Dojście piesze umożliwia  żółty szlak turystyczny z Rawicza do Dąbrówki.